# Vârful Cindrel, Munții Cindrel
Vârful Cindrel, Munții Cindrel este la cei 2.245 m ai săi, cel mai înalt vârf montan din Munții Cindrel.